# Michael Günther (Schauspieler, 1935)
Michael Günther (* 16. Juli 1935 in Berlin) ist ein deutscher Regisseur, Schauspieler, Synchronsprecher und Übersetzer. Als Regisseur hat er für Bühne, Film und Fernsehen sowie in der Filmsynchronisation gearbeitet. Er ist ein Spezialist für Boulevardstücke und Vaudevilles.

## Leben

### Karrierestart als Kinderdarsteller
Michael Günther begann seine schauspielerische Karriere als Kinderdarsteller. Kurz nach Ende des Zweiten Weltkriegs stand er im Alter von zehn Jahren in seiner Heimatstadt Berlin zum ersten Mal auf der Bühne. An der Tribüne spielte er zum Beispiel 1948 in Die erste Legion von Emmet Lavery in der Inszenierung von Viktor de Kowa und 1951/1952 in Aber Andre...! von Roger Ferdinand unter der Regie von Wolfgang Spier.
Parallel dazu gelang ihm auch der Start im Filmgeschäft. So hatte er Rollen in Wolfgang Staudtes Die Mörder sind unter uns (1946), in Morituri von Eugen York (1948) und im gleichen Jahr auch unter der Regie von Karl-Heinz Stroux in Der große Mandarin, dem letzten Film von Paul Wegener.
Außerdem war in den Filmsynchronateliers als Stimme von ausländischen Kinderdarstellern sehr gefragt. Zu seinen Synchronparts gehörten zwischen 1949 und 1951 unter anderem Sabu in Der Dieb von Bagdad (1940), Bobby Henrey in Kleines Herz in Not (1948), Johnny Sheffield in zwei Tarzan-Filmen sowie Bobby Driscoll in Das unheimliche Fenster (1949) und Die Schatzinsel (1950).
Danach war er in den 1950er Jahren nur noch selten für den Film tätig und konzentrierte sich bis 1961 auf die Bühne mit Engagements an verschiedenen Theatern in Berlin, München und Stuttgart.

### Als Regisseur bei Bühne und Fernsehen
1961 führte Michael Günther erstmals Regie: Er inszenierte in Berlin Herbert Asmodis Nachsaison. In den folgenden vier Jahrzehnten hatte er die Spielleitung bei mehr als 30 Theaterinszenierungen, überwiegend in Berlin, Hamburg und München. Günther spezialisierte sich dabei auf Komödien, vor allem Boulevardstücke und Vaudevilles. So inszenierte er 1979 am Staatstheater Hannover die deutsche Erstaufführung von Alan Ayckbourns Ganz unter uns.
Besonders haben es ihm jedoch französische Autoren angetan, speziell Klassiker des Vaudevilles wie Maurice Hennequin. 1982 brachte er am Cuvilliés-Theater München Sein Doppelgänger (Le coup de fouet), geschrieben von Hennequin und Georges Duval, mit Martin Benrath heraus. Und mit Günthers Inszenierung von Vier linke Hände (La voisine de dessus) an der Komödie Berlin gelang dem Autor Pierre Chesnot 1986 der Durchbruch im deutschsprachigen Raum. Das Stück wurde in der Folge mehr als 4.000 Mal in Deutschland, Österreich und der Schweiz gespielt.
Einen großen Erfolg hatte Michael Günther nochmals 1999/2000 mit seiner Inszenierung des Komödienklassikers Der Raub der Sabinerinnen von Franz und Paul von Schönthan an der Komödie Winterhuder Fährhaus in Hamburg, die er auch für eine Fernsehfassung aufbereitete.
Parallel zu seiner Theatertätigkeit hatte Michael Günther in den 1960er Jahren damit begonnen, auch für die deutschen Fernsehsender zu arbeiten. Seiner ersten Fernsehregie im Jahr 1963 folgten in den nächsten vier Jahrzehnten mehr als 80 Fernsehproduktionen, an denen er federführend beteiligt war. Wohl entstanden in Zusammenarbeit mit dem Autor Johannes Hendrich die ernsthaften Fernsehspiele Urlaub zur Beerdigung (1974) und der Fixer-Film Heroin 4 (1978), doch blieb Günthers Metier auch hier die Komödie. Ebenfalls eine Komödie war sein einziger Kinofilm Der Pfingstausflug (1978) mit Elisabeth Bergner und Martin Held in den Hauptrollen. Der Spielfilm brachte ihm und Bergner 1979 den Ernst-Lubitsch-Preis ein.
Ebenfalls sehr prominent besetzt war der 1983 entstandene Fernsehfilm Frau Juliane Winkler mit Inge Meysel in der Titelrolle. In weiteren Hauptrollen spielten Axel von Ambesser, Wolfgang Wahl und Eleonore Weisgerber.
Vor allem jedoch fertigte Michael Günther Fernsehfassungen bekannter Boulevardstücke an, oftmals solche seiner eigenen Theaterinszenierungen. Typische Beispiele dafür sind Der Nächste bitte (1981) und Das Ordensband (1982), zwei Komödien von Georges Feydeau, sowie Sein Doppelgänger (1982) von Maurice Hennequin und Georges Duval mit Martin Benrath. Mehrfach setzte Günther zudem mit Heinz Schubert Hennequin-Stoffe um, so den Schwank Die Präsidentin (1982) und Die Frau des Kommissars (1984). Eine weitere Zusammenarbeit mit Schubert war die Tragikomödie Der Spleen des George Riley (1983) nach Tom Stoppard über einen spleenigen Erfinder.
1991 inszenierte Günther eine Fernsehversion von Neil Simons Ein seltsames Paar mit Harald Juhnke in der Rolle des chaotischen „Oscar Madison“ und Eddi Arent als pedantischer „Felix Ungar“. Seine phantastische Komödie Der Neger Weiß (1995) über einen Weißen, der infolge eines Unfalls plötzlich eine schwarze Hautfarbe erhält und daraufhin zunächst Ausgrenzung und Zurückweisung erfährt, war der Versuch, den alltäglichen unterschwelligen Rassismus nicht mit erhobenem Zeigefinger, sondern auf ironisch-sarkastische Weise aufzuzeigen.
Auch bei verschiedenen bekannten Fernsehserien führte Michael Günther im Lauf der Jahre Regie, darunter Lindenstraße, Lukas und Sohn, Hotel Paradies und vor allem Diese Drombuschs, deren 5. und 6. Staffel er inszenierte. Mit der ZDF-Serie Donauprinzessin machte er 1992 Flusskreuzfahrten bekannter.
Seine bislang letzte Regiearbeit bei einem Fernsehfilm war Marga Engel kocht vor Wut (2003) mit Marianne Sägebrecht in der Titelrolle.
Michael Günther, der neben seiner Muttersprache Deutsch auch Englisch, Französisch, Dänisch und Schwedisch spricht, hat sich auch als Übersetzer einen Namen gemacht. Er übertrug nicht nur eine Reihe von Theaterstücken ins Deutsche, sondern ab Ende der 1960er Jahre auch Kinofilme. Günther zeichnete unter anderem für die deutschen Fassungen von Ken Russells Liebende Frauen (1969), Federico Fellinis Fellinis Satyricon (1969) sowie den beiden Robert-Altman-Filmen Diebe wie wir (1973) und California Split (1974) verantwortlich. Auch als Synchronsprecher war er nun gelegentlich wieder tätig. So sprach er für Jean-Pierre Léaud in François Truffauts Geraubte Küsse (1968).

### Privates
Michael Günther lebt in seiner Geburtsstadt Berlin. Er war seit 1964 insgesamt 51 Jahre bis zu ihrem Tod mit der Schauspielerin Ilse Kiewiet verheiratet.

## Auszeichnungen
- 1979 – Ernst-Lubitsch-Preis für Der Pfingstausflug

Zwei Mal erhielt Michael Günther zudem die von der tz vergebene „tz-Rose der Woche“, mit der hervorragende Leistungen auf kulturellem Gebiet gewürdigt werden sollen.

## Werk (Auswahl)

### Filmografie

#### Inszenierungen (soweit nicht anders erwähnt, Fernsehfilme)
| - 1974: Urlaub zur Beerdigung - 1976: Direktion City (Fernsehserie, 10 Folgen) - 1977: Haben Sie nichts zu verzollen? - 1977: Ein Tisch zu viert - 1978: Heroin 4 - 1978: Der Pfingstausflug – Kinofilm, auch Drehbuch - 1980: Weichselkirschen - 1980: Herkulespillen - 1981: Zuhaus in fremden Betten - 1981: Der Nächste bitte - 1981: Das Ordensband - 1981: Streichquartett - 1982: Die Präsidentin - 1982: Urlaub am Meer - 1982: Sein Doppelgänger - 1983: Frau Juliane Winkler - 1983: Die Beine des Elefanten – auch Drehbuch - 1983: Der Spleen des George Riley - 1984: Die Frau des Kommissars | - 1984: Paulchen - 1984: Ein liebes Paar - 1984: Das zerbrochene Haus - 1986: Das Mord-Menü - 1987: Wer lacht schon über Rosemann - 1987: Lindenstraße (Fernsehserie, 8 Folgen) - 1988: Ein Kuckuck im Nest - 1988: Wieviel Liebe braucht der Mensch - 1989: Lukas und Sohn (Fernsehserie, 10 Folgen) - 1990: Hotel Paradies (Fernsehserie, 14 Folgen) - 1991: Ein seltsames Paar - 1992: Donauprinzessin (Fernsehserie) - 1992–1994: Diese Drombuschs (Fernsehserie, 12 Folgen) - 1994: Die Männer vom K3 – Ein friedliches Dorf - 1995: Der Neger Weiß - 1995: Von Arzt zu Arzt - 1996: Spiel des Lebens (Fernsehserie) - 1999: Herz über Bord - 2000: Der Raub der Sabinerinnen - 2003: Marga Engel kocht vor Wut |

#### Als Darsteller
- 1946: Die Mörder sind unter uns – Regie: Wolfgang Staudte
- 1948: Morituri – Regie: Eugen York
- 1948: Vor uns liegt das Leben – Regie: Günther Rittau
- 1948: Der große Mandarin – Regie: Karl-Heinz Stroux
- 1951: Christoph – Regie: Roger von Norman
- 1957: Mazurka der Liebe – Regie: Hans Müller
- 1975: Das Messer im Rücken – Regie: Ottokar Runze
- 1978: Der Pfingstausflug – unter seiner eigenen Regie
- 1983: Die Beine des Elefanten – unter seiner eigenen Regie

#### Synchronarbeiten
- 1942: Hardie Albright in Bambi
- 1949: Sabu in Der Dieb von Bagdad (The Thief of Bagdad, 1940)
- 1949: Bobby Henrey in Kleines Herz in Not (The Fallen Idol, 1948)
- 1949: David Holt in Der Untergang von Pompeji (The Last Days of Pompeii, 1935)
- 1949: Johnny Sheffield in Tarzan und die Amazonen (Tarzan and the Amazons, 1945)
- 1950: Johnny Sheffield in Tarzans Abenteuer in New York (Tarzan's New York Adventure, 1942)
- 1950: Bobby Driscoll in Das unheimliche Fenster (The Window, 1949)
- 1950: Clive Baxter in Vier Federn (The Four Feathers, 1939)
- 1950: Roddy McDowall in Flicka (Flicka, 1943)
- 1951: Bobby Driscoll in Die Schatzinsel (Treasure Island, 1950)
- 1951: Dean Stockwell in Kim – Geheimdienst in Indien (Kim, 1950)
- 1959: Tom Laughlin in April entdeckt die Männer (Gidget, 1958)
- 1967: Tanz der Vampire (The Fearless Vampire Killers, 1967) – Dialogbuch, Synchronregie und Sprecher für zwei Nebenrollen
- 1968: HAL 9000 in 2001: Odyssee im Weltraum (2001: A Space Odyssey, 1968) – Synchronregie
- 1969: Jean-Pierre Léaud in Geraubte Küsse (Baisers volés, 1968)
- 1969: Liebende Frauen (Women in Love, 1969) – Dialogbuch und Synchronregie
- 1970: Giancarlo Giannini in Umarmung (Le Sorelle, 1969)
- 1970: Wendekreis des Krebses (Tropic of Cancer, 1969) – Dialogbuch
- 1970: Fellinis Satyricon (Satyricon, 1969) – Dialogbuch und Synchronregie
- 1970: Sabata (Ehi amico... c'è Sabata, hai chiuso!, 1969) – Dialogbuch und Synchronregie
- 1972: Don Backy in Die Degenerierten (Satyricon, 1969)
- 1975: California Split (California Split, 1974) – Dialogbuch und Synchronregie sowie Sprecher für Joseph Walsh
- 1975: Diebe wie wir (Thieves Like Us, 1973)
- 1977: Richard Whelan in Die Zeit der Prüfungen (The Paper Chase, 1973)

### Theaterinszenierungen
- 1961: Nachsaison von Herbert Asmodi
- 1979: Ganz unter uns (Just Between Ourselves) von Alan Ayckbourn, Deutsche Erstaufführung (Staatstheater Hannover)
- 1982: Sein Doppelgänger (Le coup de fouet) von Maurice Hennequin und Georges Duval (Cuvilliés-Theater München)
- 1984/1985: Der reinste Wahnsinn (Noises Off) von Michael Frayn (Thalia Theater, Hamburg, und Theater am Kurfürstendamm, Berlin)
- 1986: Vier linke Hände (La voisine de dessus) von Pierre Chesnot (Komödie Berlin)
- 1986: Stille Nacht von Harald Mueller (Hamburger Kammerspiele)
- 1990: Bett und Schrank – Schrank und Bett von Dietmar Bittrich (Theater der Keller, Köln)
- 1999/2000: Der Raub der Sabinerinnen von Franz und Paul von Schönthan (Komödie Winterhuder Fährhaus)

### Übersetzungen
- Jan Ericson: Herren – zusammen mit Marianne Weno
- John Hale: Lorna und Ted (Lorna and Ted)
- Maurice Hennequin: Die Frau des Kommissars (La femme du commissaire) – auch Bearbeitung
- Maurice Hennequin und Georges Duval: Sein Doppelgänger (Le coup de fouet) – Neufassung nach der Übersetzung von Benno Jacobson
- Nicolas Nancey und Paul Armont: Das Zebra (Le Zèbre)